# Nandoes
Nandoes (Rheidae) zijn een familie loopvogels. Het is de enige familie uit de orde Rheiformes. De familie telt twee soorten.
De orde Rheiformes of nandoes behoort tot de zogenaamde Palaeognathae, samen met vijf andere ordes: tinamoes, struisvogels, emoes, kasuarissen en kiwi's. Dit zijn vogels die in het skelet bepaalde kenmerken hebben (betreffende de kaak en het borstbeen) en DNA bezitten dat bij alle andere vogels ontbreekt. Vier ordes bestaan uit loopvogels, de Tinamoes kunnen ook vliegen. De orde kent 1 familie, 1 geslacht en 2 soorten.
Nandoes zijn grote Zuid-Amerikaanse vogels die qua uiterlijk aan de struisvogels doen denken. De seksen zijn echter in tegenstelling tot bij struisvogels nauwelijks van elkaar te onderscheiden. Nandoes hebben een erg kleine staart. De lengte varieert van 90 tot 130 cm.
Recent DNA-onderzoek van Van Tuinen, Sibley en Hedges (1998) wijst uit dat de nandoes nauw verwant zijn aan de struisvogels, met als zustergroep de emoes en kasuarissen.

## Taxonomie
- Geslacht Rhea
  - Rhea americana – nandoe
  - Rhea pennata – Darwins nandoe